# Sudamericano Juvenil A de Rugby 2019
El Sudamericano Juvenil A de Rugby 2019 fue la trigésima cuarta edición del torneo y se celebró en marzo en Montevideo, Uruguay. El torneo se disputó en formato de eliminación directa, con fases de semifinales, definición del tercer puesto y final.
La clasificación al Trofeo Mundial de Rugby Juvenil 2019 se definió en semifinales en el enfrentamiento entre el seleccionado de Uruguay y Chile, debido a que Brasil ya está clasificado por ser el anfitrión del torneo mundial.
La clasificación al Trofeo Mundial la obtuvieron los Teritos, al vencer el partido por 38 - 13 a los Cóndores pasando así a la final. Tres días más tarde, Uruguay venció la los Pumitas por primera vez en la historia, al vencer en la final por 38 - 32, conquistando el título. Este hecho marca un hito en la competición, ya que, el equipo argentino nunca había perdido un partido en el certamen.

## Equipos participantes
- Selección juvenil de rugby de Argentina (Pumitas M20)
- Selección juvenil de rugby de Brasil (Tupís M20)
- Selección juvenil de rugby de Chile (Cóndores M20)
- Selección juvenil de rugby de Uruguay (Teritos M20)

## Resultados

### Semifinales
| 20 de marzo 17:30 | Argentina | 90 - 5 | Brasil | Estadio Charrúa, Montevideo, Uruguay |  |

| 20 de marzo 19:30 | Uruguay | 38 - 13 | Chile | Estadio Charrúa, Montevideo, Uruguay |  |

### Tercer Puesto
| 23 de marzo 18:00 | Brasil | 10 - 39 | Chile | Estadio Charrúa, Montevideo, Uruguay |  |

### Final
| 23 de marzo 20:00 | Argentina | 32 - 38 | Uruguay | Estadio Charrúa, Montevideo, Uruguay |  |

| Bandera de Uruguay |
| Campeón Uruguay    |
| Sexto título       |